# USS Weiss (DE-378)
USS Weiss (DE-378) – amerykański niszczyciel eskortowy typu John C. Butler. Nigdy nie ukończony.
Jego patronem był sierżant Carl Walter Weiss, który został zabity w walce 1 listopada 1942 w czasie walk na Guadalcanal. Został odznaczony pośmiertnie Krzyżem Marynarki Wojennej.
Okręt został przydzielony do budowy stoczni Consolidated Steel Corporation w Orange w czasie II wojny światowej. Kontrakt na budowę został anulowany 5 czerwca 1944.
Nazwa „Weiss” została następnie przydzielona USS "Weiss" (DE-719) - niszczycielowi eskortowemu typu Rudderow. Został on przerobiony w trakcie budowy na szybki transportowiec USS „Weiss” (APD-135).